# Nyby, Estland
Nyby (estniska: Niibi) är en by (estniska: küla) i Lääne-Nigula kommun i landskapet Läänemaa i nordvästra Estland. Den tillhörde Oru kommun 1992-2013. Byn hade sex invånare 2011.
Nyby beboddes förr av estlandssvenskar som uttalade byns namn ni:bi. Det svenska namnet var det ursprungliga och kan förklaras av att byn var yngre än de omkringliggande. Namnet har sedermera estnifierats till Niibi. Byns norra utmarker är sank och benämns Niibi raba (Nybymyren). Där återfinns flera insjöar som även bär svenska namn på moderna lantmäterikartor, till exempel Svenskbyträske, Linsänketräske och Storträske. Nordväst om byn ligger Sutlep och Persåker och söderut ligger byarna Imby och Salk.